# Joanna Thomas
Joanna Thomas (Truro, Inglaterra; 12 de diciembre de 1976 - Camborne, Inglaterra; 26 de abril de 2020) fue una culturista profesional británica. Fue la hermana menor de la también culturista Nicola Shaw. Fue la culturista británica más joven en conseguir su tarjeta profesional de la IFBB, con 21 años.

## Primeros años y educación
Joanna nació el 12 de diciembre de 1976 en Truro, localidad inglesa de la región de Cornualles. Era la segunda de tres hijos. Su padre es pintor y decorador y su madre trabajadora agrícola. Creció en Camborne (Cornualles). A los 14 años, una de las inquilinas de sus padres la sedujo y mantuvo una relación sexual con ella. En 1993 se graduó en la Academia Internacional de Ciencias de Camborne. Poco después comenzó a formarse como enfermera.

## Carrera en el culturismo

### Amateur
Comenzó a interesarse por el culturismo a los 14 años, cuando vio una revista de culturismo que pertenecía a un estudiante universitario que se alojaba con su familia. Aunque Thomas era asmática crónica desde la infancia y no podía realizar ningún tipo de actividad física extenuante a una edad temprana, se inspiró en el aspecto de las mujeres y supo que quería ser como ellas algún día. Thomas era muy tímida a una edad temprana y no persiguió su deseo de convertirse en culturista hasta que se sintió lo suficientemente cómoda para hacerlo. Tres meses más tarde (a los 14 años), Thomas, de 49 kg, fue a un gimnasio cercano. La mujer del dueño del gimnasio desestimó su objetivo de ganar músculo diciendo que debía dejarse en manos de los hombres, sin embargo, su marido empezó a entrenarla. Le dio un plan de entrenamiento de una rutina de 3 sesiones a la semana, comiendo sólo 3 comidas al día y sin suplementos. Pronto descubrió que tenía una gran genética para el culturismo y rápidamente se le pasó el asma. Siguió el plan de entrenamiento durante dos años y ganó 91 libras (41 kg), incluyendo 4,1 kg de músculo con ese programa. Joanna comentó que "a los seis meses de entrenamiento era la única chica de mi clase de gimnasia que podía hacer flexiones de brazos correctamente". Empezó a dedicarse seriamente al culturismo a los 15 años.
Cuando Joanna Thomas cumplió 17 años, el culturismo se había convertido en un estilo de vida para ella y para su hermana, Nicola Thomas, que al igual que ella también se animó a convertirse en culturista. Según su madre, comenzó a ir a un gimnasio local cuando tenía 17 años, pero empezó a "entrenar con pesas de forma obsesiva". Para entonces ya había decidido que iba a convertirse en culturista de competición y se propuso ser profesional en el campo del culturismo. Desde los 17 hasta los 20 años comenzó a competir para convertirse en profesional con el objetivo de ganar el Campeonato Británico. En 1997, con 20 años, quedó tercera en la final del campeonato. En ese concurso, su hermana Nicola se convirtió en la primera mujer de peso ligero en ganar el título general y la tarjeta profesional (Nicola se retiró sin competir como profesional). En 1998, se trasladó a Mánchester (Inglaterra) para entrenar en el gimnasio Betta Bodies, y empezó a tomar esteroides anabolizantes. Recibió ayuda para entrenar del propietario del gimnasio, Kerry Kayes, junto con Diane Royle. También fue patrocinada por una empresa de suplementos, Chemical Nutrition. Ganó el Campeonato Británico en 1998, convirtiéndose en la mujer más joven del mundo en ese momento en ganar una tarjeta profesional de la IFBB.

### Profesional
1998-2003
En ese momento, Joanna sintió que su físico necesitaba una mejora sustancial antes de poder competir con éxito como profesional, por lo que no volvió a competir hasta 2001. Durante este tiempo, Thomas terminó dos años de formación como enfermera, pero más tarde dejó sus estudios para centrarse en su carrera de culturista. Durante este tiempo se trasladó a Estados Unidos para competir en los espectáculos de la IFBB. Participó en el Jan Tana Classic de 2001 y ganó la categoría de peso ligero; ese año no hubo ningún campeón absoluto en el Jan Tana, por lo que se convirtió en co-campeona con las demás culturistas que ganaron sus categorías. Esta fue su primera victoria como profesional. Esto también la clasificó para su primer Ms. Olympia en 2001. Antes de asistir al Olimpia, Steve Wennerstrom, un amigo suyo, la invitó a alojarse en su casa de San Diego (California), para prepararse para el concurso del Ms. En el Ms. Olympia de 2001 quedó en décimo lugar en la categoría de peso ligero.
2004-2007
Joanna decidió entonces tomarse un descanso del culturismo de competición y centrarse en mejorar su cuerpo para ser más competitiva. En 2004, tras quedar en segundo lugar en la división de peso ligero de GNC Show of Strength, se clasificó de nuevo para el Ms. En el Ms. Olympia 2004, quedó en séptimo lugar en la división de peso ligero del evento. Durante su estancia en California, "vivió la gran vida, mezclándose con famosos, conduciendo coches rápidos, viviendo en grandes casas y asistiendo a muchas fiestas". Se lesionó en un accidente de coche y empezó a tomar fuertes medicamentos para aliviar el dolor que no estaban disponibles en el Reino Unido. Tras competir en el Atlantic City Pro de 2007, se retiró del culturismo.
2007-2020
El 28 de julio de 2010, Joanna anunció en su blog que se mudaba del Reino Unido a Fort Lauderdale, en Florida, y que salía de su retiro en el culturismo. El 14 de agosto de 2010 comenzó a entrenar de nuevo después de tres años de retiro. A partir de abril de 2011, Joanna se trasladó de Fort Lauderdale a Sarasota (Florida) con su novio, Miles, y se centró en mejorar su físico para poder competir en un futuro próximo. Se trasladó de nuevo a Cornualles, pero sufrió ansiedad y depresión, además de dolores físicos debido al accidente de coche. Empezó a trabajar como modelo y a protagonizar películas para adultos, pero luego "se llenaba de comida y bebida en exceso durante las competiciones" y ganaba peso. Comenzó a tomar medicamentos recetados, así como drogas ilícitas, incluida la heroína, para calmar el dolor que sufría en el cuello, la espalda y las rodillas. Comenzó a consumir heroína alrededor de 2016 o 2017.

### La culturista profesional británica más joven de la IFBB
Joanna ganó el Campeonato Británico en 1998, convirtiéndose en la mujer británica más joven del mundo en ganar una tarjeta profesional de la IFBB. En 2006, Michelle Jones ganó el peso medio y la general en los Campeonatos Británicos, batiendo el récord de Joanna, ya que era ocho meses más joven que cuando ganó los Campeonatos Británicos en 1998. Sin embargo, en 2005 la UKBFF había cambiado las reglas de los Campeonatos Británicos para que, mientras el ganador masculino siguiera obteniendo una tarjeta profesional automática de la IFBB, la ganadora femenina no lo hiciera. Por lo tanto, Joanna conservó su título de culturista femenina profesional más joven de la IFBB.

### Historial competitivo
- 1997 - EFBB Northeast Qualifier - 1º puesto (MW)
- 1997 - EFBB British Championships - 3º puesto (LW)
- 1998 - EFBB Northwest Qualifier - 1º puesto (MW)
- 1998 - EFBB British Championships - 1º puesto (LW y overall)
- 2001 - IFBB Jan Tana Classic - 1º puesto (LW)
- 2001 - IFBB Ms. Olympia - 10º puesto (LW)
- 2003 - IFBB Jan Tana Classic - 2º puesto (LW)
- 2004 - IFBB GNC Show of Strength - 2º puesto (LW)
- 2004 - IFBB IFBB Ms. Olympia - 7º puesto (LW)
- 2007 - IFBB Atlantic City Pro - 4º puesto (LW)[8][9]

## Muerte
El 26 de abril de 2020, Joanna fue encontrada muerta en el sofá de su piso desordenado en Camborne (Cornualles), rodeada de medicamentos y de material de drogadicción. Su madre encontró allí una nota escrita en mayo que decía que si la habían encontrado muerta "habría sido un accidente". En la consulta de su médico de cabecera se descubrió que había consumido esteroides y anabolizantes en su carrera de culturismo, así como drogas ilegales y medicamentos recetados.

## Vida personal
Joanna se casó con un estadounidense y ambos se trasladaron al Reino Unido, pero él no pudo conseguir un permiso de trabajo y regresó a Estados Unidos. Después se divorciaron y él murió más tarde. Fuera del aparato deportivo, Thomas desarrolló una parcela como modelo erótica, así como actriz pornográfica, grabando hasta siete películas (según el portal IAFD) entre los años 2013 y 2018, para los estudios Aziani o Iron Belles, dedicados a la grabación de mujeres musculadas o musculosas. Entre algunas producciones que rodó fueron Aziani's Iron Girls 2, Muscle Milfs, Killer Blonde Muscle Girlz, Muscle Girl Play o Pump'd.